# Новоселова, Анна Сергеевна
Анна Сергеевна Новоселова (род. 5 января 1925, Братилово, Владимирская губерния) — советский и российский учёный в области сельскохозяйственной селекции, доктор сельскохозяйственных наук, профессор. Заслуженный деятель науки Российской Федерации (1996). Лауреат Государственной премии Российской Федерации (1999). Почётный гражданин Лобни (2001).

## Биография
Родилась 5 января 1925 года в деревне Братилово (ныне — в Собинском районе Владимирской области) в семье лесников.
С 1941 по 1942 год в период Великой Отечественной войны находилась на трудовом фронте, являясь донором и санитарной дружинницей. С 1942 по 1945 год обучалась на агрономическом факультете Владимирском сельскохозяйственном техникуме, который окончила с отличием.
С 1945 по 1950 год обучалась на отделении селекции и семеноводства агрономического факультета Московской сельскохозяйственной академии имени К. А. Тимирязева, с 1950 по 1953 год обучалась в аспирантуре этой академии по кафедре селекции и семеноводства полевых культур. С 1953 по 1955 год на научной работе в центральном аппарате Министерстве высшего и среднего образования СССР в качестве старшего инспектора по научно-исследовательской работе Отдела науки.
С 1955 года на научно-исследовательской работе во ВНИИ кормов имени В. Р. Вильямса (Лобня, Московская область) в должностях научного сотрудника и руководителя научной группы селекции клевера, с 1959 по 1973 год — старший научный сотрудник отдела селекции кормовых культур, с 1973 год — руководитель Лабораторией селекции и первичного семеноводства многолетних бобовых трав. Одновременно с 1974 по 1986 год являлась — руководителем Селекционного центра по кормовым культурам и с 1977 года — руководитель отдела селекции и первичного семеноводства клевера. С 1986 года — главный научный сотрудник этого института.

### Научно-педагогическая деятельность и вклад в науку
Основная научно-педагогическая деятельность А. С. Новоселовой была связана с вопросами в области сельского хозяйства и селекции кормовых культур, в том числе кормовых трав. Под её руководством было создано пятнадцать зимостойких и высокоурожайных сортов с повышенной устойчивостью к болезням, в том числе сорт
«ВИК 7», который был награждён золотой медалью ВДНХ СССР), «Марс», включённый не только в отечественные реестры, но и реестры ФРГ. С 1969 по 2011 год ею были выведены тринадцать сортов клевера и двадцать пять сортов бобовых трав. А. С. Новоселова была участницей и докладчиком на XII Международном конгрессе по луговодству в Москве (1974) и XIII Международного конгресса по луговодству в ФРГ (1977). А. С. Новоселова являлась представителем Советского Союза в международном Совете экономической взаимопомощи по научной программе «Селекция и семеноводство многолетних трав».
В 1953 году защитила кандидатскую диссертацию по теме: «Межсортовые скрещивания гречихи», в 1972 году — докторскую диссертацию на соискание учёной степени доктор сельскохозяйственных наук по теме: «Основные методы и результаты селекции клевера красного». В 1975 году ВАК СССР ей было присвоено учёное звание профессор. А. С. Новоселова являлась автором более ста шестидесяти научных трудов, в том числе десяти книг, являлась автором более пятнадцати патентов и двадцати трёх авторских свидетельств на изобретения, являлась автором двадцати сортов бобовых трав. Под её руководством было подготовлено семь докторов и более сорока кандидатов сельскохозяйственных наук.

## Основные труды
- Межсортовые скрещивания гречихи / Моск. ордена Ленина с.-х. акад. им. К. А. Тимирязева. — Москва: 1953. — 11 с.
- Селекция и семеноводство клевера красного. — Москва : Россельхозиздат, 1972. — 116 с.
- Основные методы и результаты селекции клевера красного (Trifolium pratense L.). — Москва, 1972. — 511 с.
- Культура клевера на корм и семена / П. А. Сергеев, Г. Д. Харьков, А. С. Новоселова. — Москва : Колос, 1973. — 288 с.
- Селекция и семеноводство многолетних трав / А. С. Новоселова, А. М. Константинова, Г. Ф. Кулешова и др. — Москва : Колос, 1978. — 303 с.
- Методические указания по иммунологической оценке и созданию селекционного материала клевера лугового, устойчивого к склеротиниозу и фузариозу / ВАСХНИЛ, ВНИИ кормов им. В. Р. Вильямса; Подготовили А. С. Новоселова и др. — М. : ВАСХНИЛ, 1984. — 59 с.
- Селекция и семеноводство клевера / А. С. Новоселова. — М. : Агропромиздат, 1986. — 198 с[3]

## Награды, звания, премии
- Орден «Знак почета»[1][2]
- Заслуженный деятель науки Российской Федерации (1996 — «За заслуги в научной деятельности»)[4]
- Государственная премия Российской Федерации (1999 — За работу «Сорта клевера нового поколения — основа устойчивого кормопроизводства и биологизации земледелия Нечернозёмной зоны России»)[5]
- золотая и две серебряные медали ВДНХ[1][2].
- Почётный гражданин Лобни (2001)[6]